# Lapis Lazuli (banda)
Lapis Lazuli é uma banda de metal sinfônico originaria da Suécia, formada pelo vocalista e tecladista Timo Hautamäki no ano de 2005. No periodo de 2007 a 2010 a banda teve seu nome alterado para aftermath, mas no final do mesmo ano então o nome foi mudado novamente para Lapis Lazuli.
Até o presente momento a Lapis Lazuli possui uma demo, três álbuns de estúdio e um videoclipe, sendo esse lançado no final de 2011. Tem como principais influências as bandas Nightwish, After Forever, Ensiferum, entre outras.

## História
A história da Lapis Lazuli começou no final do verão de 2005, quando Timo Hautamäki brincava com a ideia de começar uma banda de metal sinfônico, enquanto assista a um DVD do Nightwish. Ele entrou em contato com membros de seus outros projetos musicais, Henrik Nyman, Ivarsson Jocke e Lindfors Erik. Para completar a banda, ele convidou Joey Karlsson e Marie Fjällström e ambos aceitaram o convite. O primeiro show foi 2 meses depois, onde criaram a sua primeira canção, chamada "Archangel".
Mas depois do show, Erik não queria mais fazer parte da banda. O sucessor foi Tobias Rhodin, que tocou guitarra com Timo e Jocke em sua ex-banda Hatecrew. Esta formação durou cerca de dois anos, com vários shows e com a gravação de uma demo chamada "Last Hour", que foi lançada em 2006. Em 2007, principalmente, fizeram Shows com Timo nos vocais pois Marie, a vocalista vivia a 300 quilômetros de distância do resto da banda o que dificultava muito a participação dela nos shows. O último show com Marie nos vocais aconteceu no Verão de 2007 em Backe, durante um evento chamado "Tributo a Lapis Lazuli".
Durante o verão desse ano decidiram criar o projeto Aftermath. Desde o começo esse projeto foi criado apenas para a gravação de um album com o intuito de encontrar uma gravadora. Ao mesmo tempo,Timo já tinha uma vocalista em mente, Meliesa McDonell para quem ele havia gravado o teclado em sua demo para o Nightwish quando eles estavam em busca de uma nova vocalista. Ela aceitou de bom grado e em 2008 estreia o álbum Tides of Sorrow. Nesse tempo o projeto evoluiu em uma banda e a primeira turnê caiu na estrada em 2008, porém não havia um baterista permanente, e Henrik assumiu as baquetas durante essa turne. Após a turnê, decidiram que deveriam obter um baterista permanente, então a posição foi ocupada por Jocke.
Pelos próximos dois anos, a banda esteve ensaiando e trabalhando no novo álbum. O desenvolvimento do álbum estava bastante lento pois Joey e Jocke estavam afastados do resto da banda. No entanto, no verão de 2009, ambos voltaram, e desde então a banda tem trabalhado duro em seus projetos. Em 2010, a banda mudou seu nome de volta para Lapis Lazuli e continuou a trabalhar em seu próximo lançamento.
No início de 2011 a banda teve problemas com a vocalista, até então Melissa McDonell, pois ela morava a quase 2000 Km de distância do restante da banda, por tal motivo não tinha condições de ensaiar, fazer gravações e shows, então decidiu sair da banda. Ficaram pouco tempo sem vocalista pois em Abril do mesmo ano Frida Eurenius assumiu como vocalista da banda e lançou com eles o primeiro álbum oficial da Lapis Lazuli intitulado “A Loss Made Forever” em 3 de junho de 2011. A banda foi confirmada no festival "Westbay Heaven & Hell" em Västervik, Suécia, de 18 a 19 de maio de 2012.
No final desse mesmo ano, é lançado "A Justified Loss", sendo uma continuação do album anterior, contendo canções mais pesadas e ao mesmo tempo mais melódicas. Esse album é o segundo, da sequencia de 3 albuns planejadas da banda para serem lançados entre 2011-2013.
Em dezembro de 2012 a banda muda sua formação, ao mesmo tempo anuncia a data de lançamento do seu novo album, "Lost", previsto para do dia 26 de janeiro de 2013. Com Sandra Wallo assumindo o baixo e a saída de Tobias Rhodin, a banda passou a ter 5 integrantes.

## Discografia
Demo
- Last Hour - 2005

Álbuns de estúdio
- Tides of Sorrow - 2008
- A Loss Made Forever - 2011
- A Justified Loss - 2011
- Lost - 2013
- The Downfall of Humanity - 2015

Videoclipes
- "The Silence" - 2011

## Integrantes
- Frida Eurenius - Vocal
- Timo Hautamäki - Teclado e Vocal
- Johan "Joey" Karlsson - Guitarra
- Sandra Wallo - Baixo
- Joakim Ivarsson - Bateria

## Ex-integrantes
- Marie Fjällström - Vocal
- Erik Lindfors - Guitarra
- Meliesa McDonell - Vocal
- Tobias Rhodin - Guitars
- Henrik Nyman - Bass